# 나우플리오스
나우플리오스(Nauplios)는 그리스 신화에 나오는 포세이돈과 아미모네의 아들이다. 포세이돈과 아미모네 사이에서 태어난 나우플리오스는 이름이 뜻하는 대로 능숙한 뱃사람으로 해상무역을 통하여 재산을 모으고 노예매매도 하였다. 그는 아르고스 부근에 도시를 건설하고 자신의 이름을 따서 나우플리아라고 불렀다. 그의 후손인 나우플리오스는 이아손 등과 아르고호를 타고 황금양모를 찾는 모험에 참여하였으며, 선조와 마찬가지로 노예매매에도 적극적으로 관여하였다. 크레타 섬의 왕 카트레우스는 자식의 손에 죽을 것이라는 신탁 때문에 두 딸 아에로페와 클리메네를 나우플리오스에게 노예로 팔았다. 나우플리오스는 아에로페를 아트레우스에게 팔고, 클리메네는 자신의 아내로 삼아 팔라메데스와 오이악스, 나우시메돈 등 세 아들을 낳았다.